# بادی ملگس
بادی ملگس (انگلیسی: Buddy Melges؛ زادهٔ ۲۶ ژانویهٔ ۱۹۳۰) قایقران قایق بادبانی اهل ایالات متحده آمریکا بود.